# Liste deutscher Adelsgeschlechter/Y
| Name                                                                                   | Zeitraum             | Anmerkungen | Wappen |
| -------------------------------------------------------------------------------------- | -------------------- | --- | ------ |
| Yberg                                                                                  | 1351 bis 17. Jh.     | erloschenes schwäbisches Adelsgeschlecht |        |
| Yorck von Wartenburg                                                                   | seit 1684            | pommerellisches Adelsgeschlecht; 1814 preußischer Grafenstand mit von Wartenburg |        |
| Yrsch                                                                                  | seit 17. Jahrhundert | zuerst in Regensburg nachweisbares Geschlecht, im 17. Jahrhundert in pfalz-neuburg. und kurpfälz. Diensten; 1792 Reichsgrafenstand; später in bayerischen und auch österreichischen Diensten |        |
| Ysenburg-Büdingen-Büdingen / Ysenburg-Büdingen-Marienborn / Ysenburg-Büdingen-Meerholz | 1687–1941            | hessisches Grafengeschlecht; siehe auch Isenburg |        |
| Ysselstein                                                                             | ab 15. Jh.           | niederländisch-preußisches Adelsgeschlecht; Bastardlinie derer von Egmond |        |